# Anna Planken

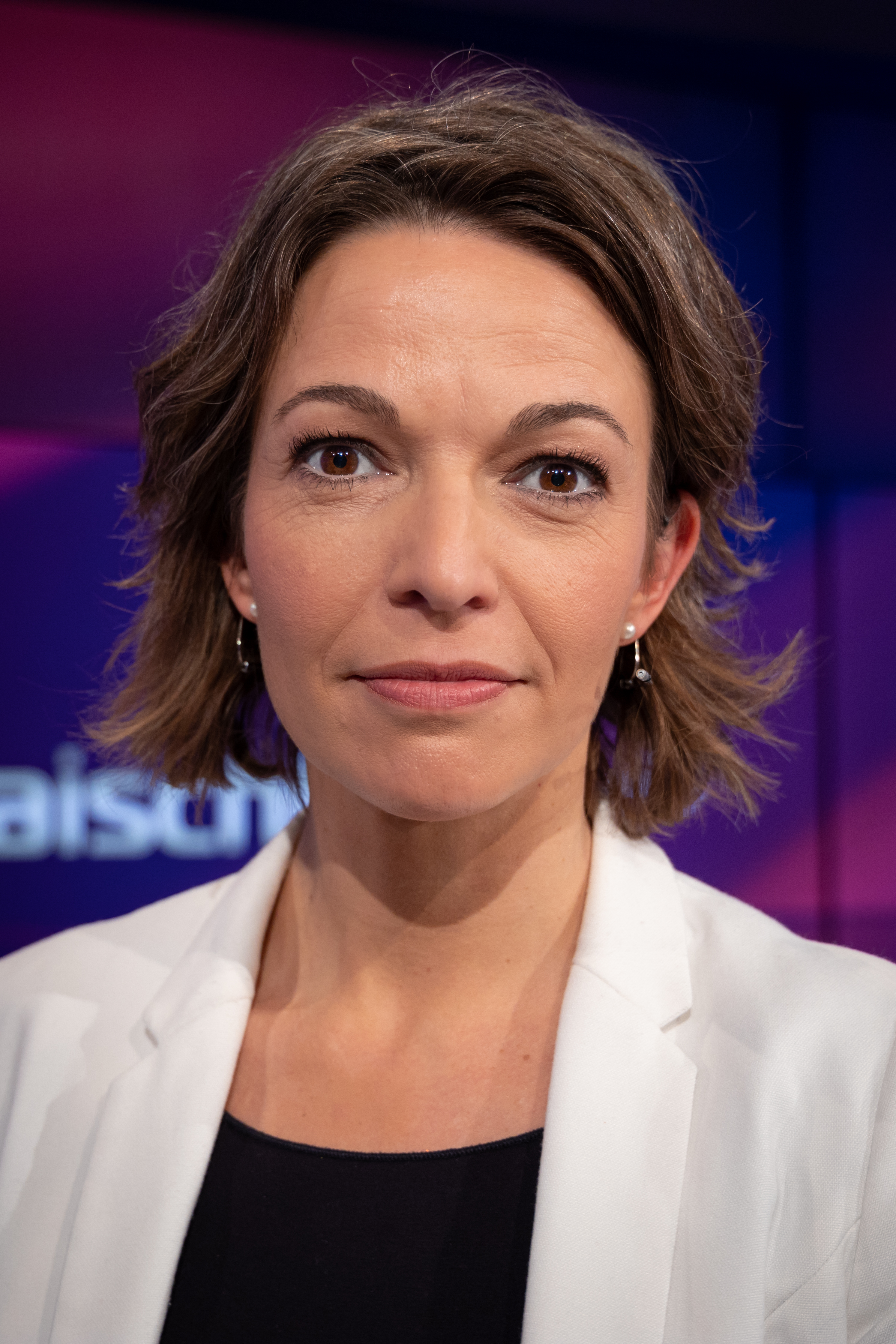
Anna Planken (2022)

Anna Planken (* 12. Mai 1980 in Dortmund) ist eine deutsche Fernsehmoderatorin.

## Leben und Karriere
Anna Planken wuchs in Dortmund-Hombruch auf. Sie machte 1999 Abitur am Helene-Lange-Gymnasium Dortmund. Von 1999 bis 2004 studierte sie auf Magister an der Universität Köln im Hauptfach Geographie sowie in den Nebenfächern Geschichte und Skandinavistik.
Von 2005 bis 2007 absolvierte Planken ein Volontariat beim WDR. Ab 2007 moderierte sie unter anderem im WDR Fernsehen die Lokalzeit aus Bonn und das Freizeitmagazin Schön hier, den Ratgeber: Recht, vertretungsweise das ARD-Morgenmagazin sowie vom Februar 2008 bis Januar 2010 die Aktuelle Stunde im WDR Fernsehen. Von Januar 2010 bis 2012 war sie feste Moderatorin des ARD-Morgenmagazins. Für den WDR führte sie auch durch die Gesprächsrunde Zum weißen Holunder (2010) und den Ratgeber: Internet (2011 bis 2014). Im Juni 2012 übernahm sie die Hauptmoderation des Wirtschafts- und Verbrauchermagazins Markt, das sie seit Februar 2013 nach einer Babypause wieder regelmäßig präsentiert. Am 29. Dezember 2014 nahm sie nach einer zweiten Babypause die Moderation des ARD-Morgenmagazins wieder auf, so auch nach ihrer dritten Babypause am 17. Oktober 2016. Bis zur Einstellung der Sendung 2014 präsentierte sie auch wieder den Ratgeber: Internet sowie vereinzelt den Wochenspiegel. Sie leitete außerdem acht Jahre lang vertretungsweise das Nachtmagazin, das Ende 2022 eingestellt wurde. 
Seit Januar 2024 ist Planken für die Tagesschau-Nachrichten auf Tagesschau24 im Einsatz. Außerdem spricht sie seit Oktober 2024 Nachtausgaben der Tagesschau im Ersten.
Planken ist mit dem Sportjournalisten Jens Gideon verheiratet, mit dem sie zwei Töchter (* 2010 und * 2016) und einen Sohn (* 2012) hat. Die Familie lebt in Hamburg-Barmbek.

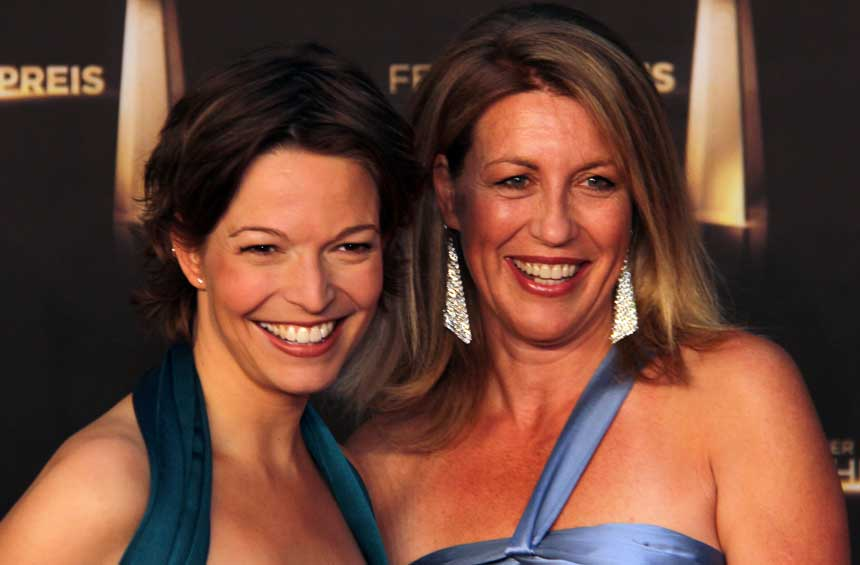
Planken mit ihrer damaligen Kollegin Anne Gesthuysen beim Deutschen Fernsehpreis 2012

## Auszeichnungen
2012 gewann Planken mit ihren Kollegen des ARD-Morgenmagazins den Deutschen Fernsehpreis.